# Mary Zophres
Maria Zafeiropoulou, mais conhecida como Mary Zophres, é uma figurinista estadunidense. Ela foi indicada ao Oscar de melhor figurino em 2010 pelo filme True Grit e em 2017 pelo filme La La Land. Também foi indicada ao British Academy of Film and Television Arts por True Grit, Catch Me If You Can e La La Land.

## Filmografia
- PCU (1994)
- Dumb and Dumber (1994)
- Bushwhacked (1995)
- Fargo (1996)
- Kingpin (1996)
- The Last of the High Kings (1996)
- Digging to China (1997)
- Playing God (1997)
- The Big Lebowski (1998)
- God Said, 'Ha!' (1998)
- Paulie (1998)
- There's Something About Mary (1998)
- Where's Marlowe? (1998)
- Thick as Thieves (1999)
- Any Given Sunday (1999)
- O Brother, Where Art Thou? (2000)
- The Man Who Wasn't There (2001)
- Ghost World (2001)
- Moonlight Mile (2001)
- Catch Me If You Can (2002)
- View from the Top (2002)
- Intolerable Cruelty (2003)
- The Ladykillers (2004)
- The Terminal (2004)
- Bewitched (2005)
- Smokin' Aces (2006)
- No Country for Old Men (2007)
- Lions for Lambs (2007)
- Indiana Jones and the Kingdom of the Crystal Skull (2008)
- Burn After Reading (2008)
- A Serious Man (2009)
- Iron Man 2 (2010)
- True Grit (2010)
- Cowboys & Aliens (2011)
- People Like Us (2012)
- Gangster Squad (2013)
- Inside Llewyn Davis (2013)
- Interstellar (2014)
- Hail, Caesar! (2016)
- La La Land (2016)